# Basket Femminile Le Mura Lucca 2022-2023
Questa voce raccoglie le informazioni riguardanti il Basket Femminile Le Mura Lucca nelle competizioni ufficiali della stagione 2022-2023.

## Stagione
La stagione 2022-2023 è stata la tredicesima consecutiva che il Basket Femminile Le Mura Lucca, sponsorizzato Gesam Gas&Luce, ha disputato in Serie A1.

## Verdetti stagionali
- Serie A1: (29 partite)

stagione regolare: 12º posto su 14 squadre (7 vittorie, 19 sconfitte);
play-out: semifinale vinta contro Moncalieri (2-1).
- Supercoppa italiana: (1 partita)

sconfitta alle semifinali da Schio (72-81).

## Rosa
|    | Naz.                   | Ruolo | Sportivo             | Anno | Alt. |  |             |
| -- | ---------------------- | ----- | -------------------- | ---- | ---- |  | ----------- |
| 3  | Italia (bandiera)      | G     | Daria Pellegrini     | 2004 | 162  |  |             |
| 5  | Italia (bandiera)      | P     | Alice Cappellotto    | 2005 | 171  |  |             |
| 6  | Italia (bandiera)      | G     | Margherita Tintori   | 2006 | 175  |  |             |
| 8  | Paesi Bassi (bandiera) | AC    | Kourtney Treffers    | 1994 | 187  |  |             |
| 9  | Italia (bandiera)      | G     | Giulia Natali        | 2002 | 177  |  |             |
| 10 | Stati Uniti (bandiera) | GA    | Jaylyn Agnew         | 1997 | 180  |  | [ 1 ] [ 2 ] |
| 11 | Finlandia (bandiera)   | AC    | Helmi Tulonen        | 1998 | 191  |  |             |
| 12 | Italia (bandiera)      | GA    | Francesca Parmesani  | 1998 | 181  |  |             |
| 14 | Italia (bandiera)      | G     | Sara Bocchetti       | 1993 | 175  |  | [ 3 ]       |
| 15 | Italia (bandiera)      | A     | Maria Miccoli        | 1995 | 183  |  | (cap.)      |
| 16 | Italia (bandiera)      | AC    | Sara Valentino       | 2005 | 185  |  |             |
| 17 | Italia (bandiera)      | A     | Caterina Gilli       | 2002 | 183  |  |             |
| 19 | Italia (bandiera)      | G     | Sofia Frustaci       | 2001 | 176  |  |             |
| 23 | Stati Uniti (bandiera) | P     | Que Morrison         | 1998 | 171  |  |             |
| 31 | Belgio (bandiera)      | GA    | Maxella Lisowa-Mbaka | 2001 |      |  | [ 4 ]       |

## Mercato
Confermate le giocatrici Giulia Natali, Francesca Parmesani, Caterina Gilli, Sofia Frustaci, il capitano Maria Miccoli Daria Pellegrini e Sara Valentino; inoltre la società ha effettuato i seguenti trasferimenti:
| Acquisti | Acquisti           | Acquisti          | Acquisti   |
| R.       | Nome               | da                | Modalità   |
| -------- | ------------------ | ----------------- | ---------- |
| P        | Alice Cappellotto  | Faenza B. Project | definitivo |
| G        | Margherita Tintori | Nico BF           | definitivo |
| AC       | Kourtney Treffers  | Dozy Den Helder   | definitivo |
| GA       | Jaylyn Agnew       | Elizur Tel-Aviv   | definitivo |
| AC       | Helmi Tulonen      | Basket Carugate   | definitivo |
| P        | Que Morrison       | Georgia L. Bulld. | definitivo |

| Cessioni | Cessioni              | Cessioni         | Cessioni       |
| R.       | Nome                  | a                | Modalità       |
| -------- | --------------------- | ---------------- | -------------- |
| P        | Elisabetta Azzi       | B.C. Bolzano     | fine contratto |
| PG       | Blake Dietrick        | Lyon ASVEL       | fine contratto |
| A        | Carlotta Gianolla     | BCC Derthona Bk. | fine contratto |
| C        | Agnieszka Kaczmarczyk | San Martino      | fine contratto |
| GA       | Sydney Wiese          | -                | fine contratto |

## Risultati

### Supercoppa italiana
| Alghero 27 settembre 2022, ore 17:00 CEST Semifinale                                                                                 | Famila Wuber Schio | 81 – 72 (23-20, 42-40; 67-52) referto | Gesam Gas&Luce Lucca | PalaManchia |
| \| \| \| \| \| Ndour 25 \| Punti \| 17 Parmesani \| \| Mestdagh 8 \| Assist \| 5 Miccoli \| \| Ndour 9 \| Rimbalzi \| 11 Treffers \| |                    |                                       |                      |             |
| |                    |                                       |                      |             |
| Ndour 25 | Punti              | 17 Parmesani                          |                      |             |
| Mestdagh 8 | Assist             | 5 Miccoli                             |                      |             |
| Ndour 9 | Rimbalzi           | 11 Treffers                           |                      |             |